# エゾツルキンバイ
エゾツルキンバイ（蝦夷蔓金梅、学名：Argentina anserina）は、バラ科エゾツルキンバイ属の多年草。別名、エゾノツルキンバイ。
ただし、Ylist や The Plant List では、バラ科キジムシロ属の Potentilla anserine を正名としている。

## 特徴
根茎があり、細く長い走出枝を出して節から根を出し広がり、ロゼットを形成する。根出葉は奇数羽状複葉で、葉の長さは20-40cmになり、小葉は13-19個つき、しばしば小葉の間の葉軸に付属小葉片をつける。側小葉は葉の基部にいくにしたがって徐々に小さくなり、頂小葉と上部の側小葉は同じ長さで、長さ2-5cm、幅7-20mm、卵形から狭楕円状長楕円形になり、先端は鈍形、縁は粗い鋸歯があり、基部はくさび形となり、無柄か短い小葉柄がある。小葉の表面は無毛で若い時は光沢があり、ときに長い毛が生え、裏面は白綿毛が密生して白色を帯び、葉脈の主脈に長い毛が生える。葉柄は長さ4-6cmになり毛が生える。根出葉の基部にある托葉裂片は、卵形から披針形の耳型になり、乾膜質で合着する。
花期は6-7月。花は黄色で径2-3cmになり、走出枝に単生し、花柄は長さ10-20cmで毛が散生する。萼片は5個あり、三角状卵形で先は鋭頭、長さ5-7mmになり、外側に毛が密生する。副萼片も5個あり、広披針形で萼片よりやや短い。花弁も5個あり、広倒卵形で、先端は円形、縁は全縁、基部は爪状になり、長さ7-12mmになる。雄蕊は離生して20個あり、葯は卵形から楕円形となる。雌蕊は多数あり、花柱は長さ約2mmになり子房に側生する。果実は痩果で多数つき、痩果は平滑である。

## 分布と生育環境
日本では、北海道、本州（東北地方・新潟県・石川県）に分布し、海岸の塩性地の砂地に生育する。世界では、北半球の温帯地域から高緯度まで、南アメリカ、オーストラリアまで広く分布する。ヒマラヤでは高山帯の乾いた砂地や川岸などに生育する。

## 名前の由来
和名エゾツルキンバイは「蝦夷蔓金梅」の意で、キジムシロ属のツルキンバイ Potentilla rosulifera に似て、北海道で見い出されたことによる。
種小名 anserina は、「雁猟場に生ずる」の意味。

## 分類
本種は、従来、キジムシロ属 Potentilla に含められていた。しかし、近年の分子系統学的解析により、従来の同属は広義であり、系統的にはいくつかの異なるまとまりが確認され、それらは、エゾツルキンバイ属をはじめ、キンロバイ属 Dasiphora、クロバナロウゲ属 Comarum など別の属として独立させるのが合理的とされた。
そして本種はキジムシロ属から独立したエゾツルキンバイ属に移され、学名は、Argentina anserina (L.) Rydb. とされた。しかし、The Plant List では、A. anserina (L.) Rydb. は、キジムシロ属としての Potentilla anserina L. のシノニムの扱いとなっている。

## 利用
チベットなどでは、走出枝から出た根の先のふくらみをお粥に混ぜて食用にする。そのふくらみ中にはデンプンが溜まる。
また、秋に太い根を選んで掘り出し、ヨーロッパ原産のパースニップ同様の根菜として扱い、スープの具とし、その香りをたのしむ。

## ギャラリー
- 花は黄色で5弁花。雄蕊は20個、花柱は多数ある。
- 萼片と副萼片は5個あり、花茎に毛がある。
- 葉の裏面は白綿毛が密生して白色を帯びる。小葉の間の葉軸に付属小葉片をつける。
- 細く長い走出枝を出して広がる。